# Finnische Fußballmeisterschaft 1916
Die finnische Fußballmeisterschaft 1916 war die achte Saison der höchsten finnischen Spielklasse im Herrenfußball.
Titelverteidiger Kronohagens IF gewann zum dritten Mal in Folge die Meisterschaft.

## Endrunde

### Halbfinale
|                | Ergebnis |                 |
| -------------- | -------- | --------------- |
| Kronohagens IF | 3:1      | Helsingfors IFK |
| Åbo IFK        | 4:4      | Viipurin BJS    |

|         | Ergebnis |              |
| ------- | -------- | ------------ |
| Åbo IFK | 12:1     | Viipurin BJS |

### Finale
|                | Ergebnis |         |
| -------------- | -------- | ------- |
| Kronohagens IF | 3:2      | Åbo IFK |